# Gostomin (Pomerania Occidental)
Gostomin es un pueblo de Polonia, en el voivodato de Pomerania Occidental.  Se encuentra en el distrito (Gmina) de Radowo Małe, perteneciente al condado (Powiat) de Łobez. Se encuentra aproximadamente a 8 km al noroeste de Radowo Małe, 19 km al oeste de Łobez, y a 59 km  al noreste de Szczecin, la capital del voivodato. 
Hasta 1945 formó parte de Alemania. Entre 1975 y 1998 perteneció al voivodato de Szczecin.